# ルイ・ガレ (画家)
ルイ・ガレ（Louis Gallait 、1810年 – 1887年11月20日）はベルギーの画家である。肖像画や人物画の分野でも評価が高いが、歴史画の大作を描いたことで知られる。

## 略歴
ベルギーのエノー州、トゥルネーに生まれた。トゥルネーの美術学校で、ジャック＝ルイ・ダヴィッドの弟子のフランス人画家、フィリップ＝オーギュスト・エヌカン(Philippe-Auguste Hennequin: 1762-1833)に学んだ。1832年に、ヘントの展覧会に出展し賞を受賞した。アントウェルペンの美術学校に移り、マテウス・イグナティウス・ヴァン・ブレー(Mattheus Ignatius van Bree: 1773–1839)のもとで修行を続けた。ヴァン・ブレーの推薦でトゥルネーのノートルダム大聖堂から注文を受けて、宗教画を描いた。
アントウェルペンでの修行の後、1834年に奨学金を得てパリに移った。パリでは肖像画家、人物画家として評価されるが、近世の歴史の場面を描くことに興味を持つようになった。作品は評価され、ベルギー政府などから依頼を受けて作品を描くようになった。歴史を題材にした絵画には、17世紀のカッセルの戦いや、16世紀のカール5世の退位、16世紀のエフモント伯の死などを題材にした作品がある。
フランス政府から、レジオンドヌール勲章（シュバリエ）を受勲し、ベルギー政府からレオポルド勲章を受勲した。
描きいた。
ブリュッセルで没した。

## 作品

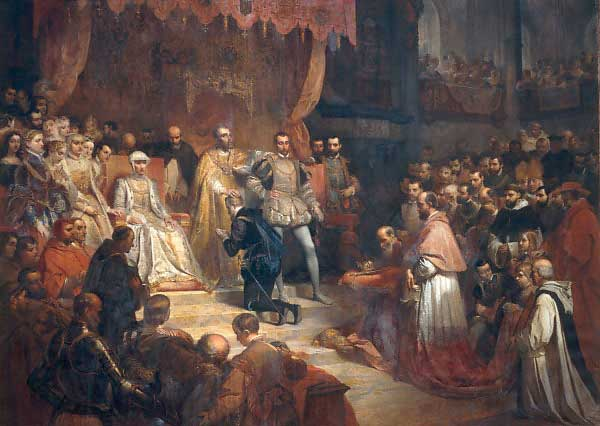
カール5世の退位(1841) ベルギー王立美術館 蔵
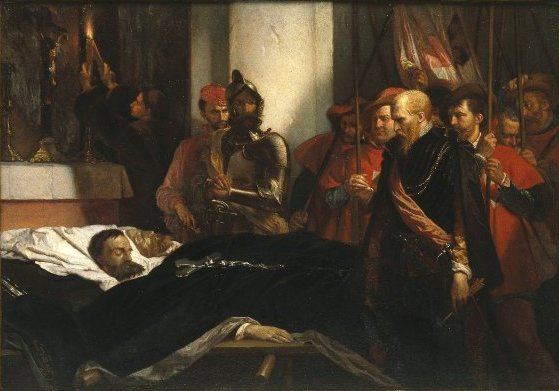
エフモント伯の死 (c.1859) ブルックリン美術館蔵
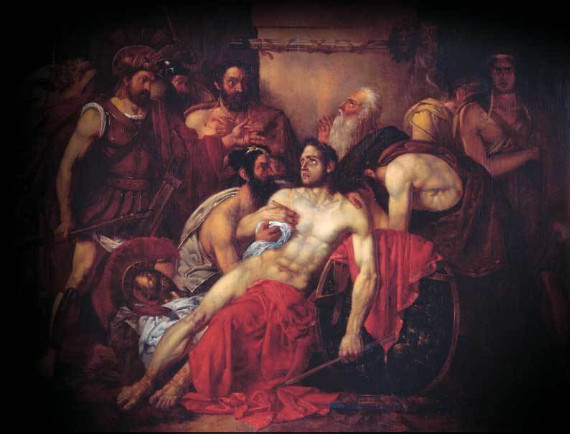
エパメイノンダスの死 トゥルネー美術館 蔵

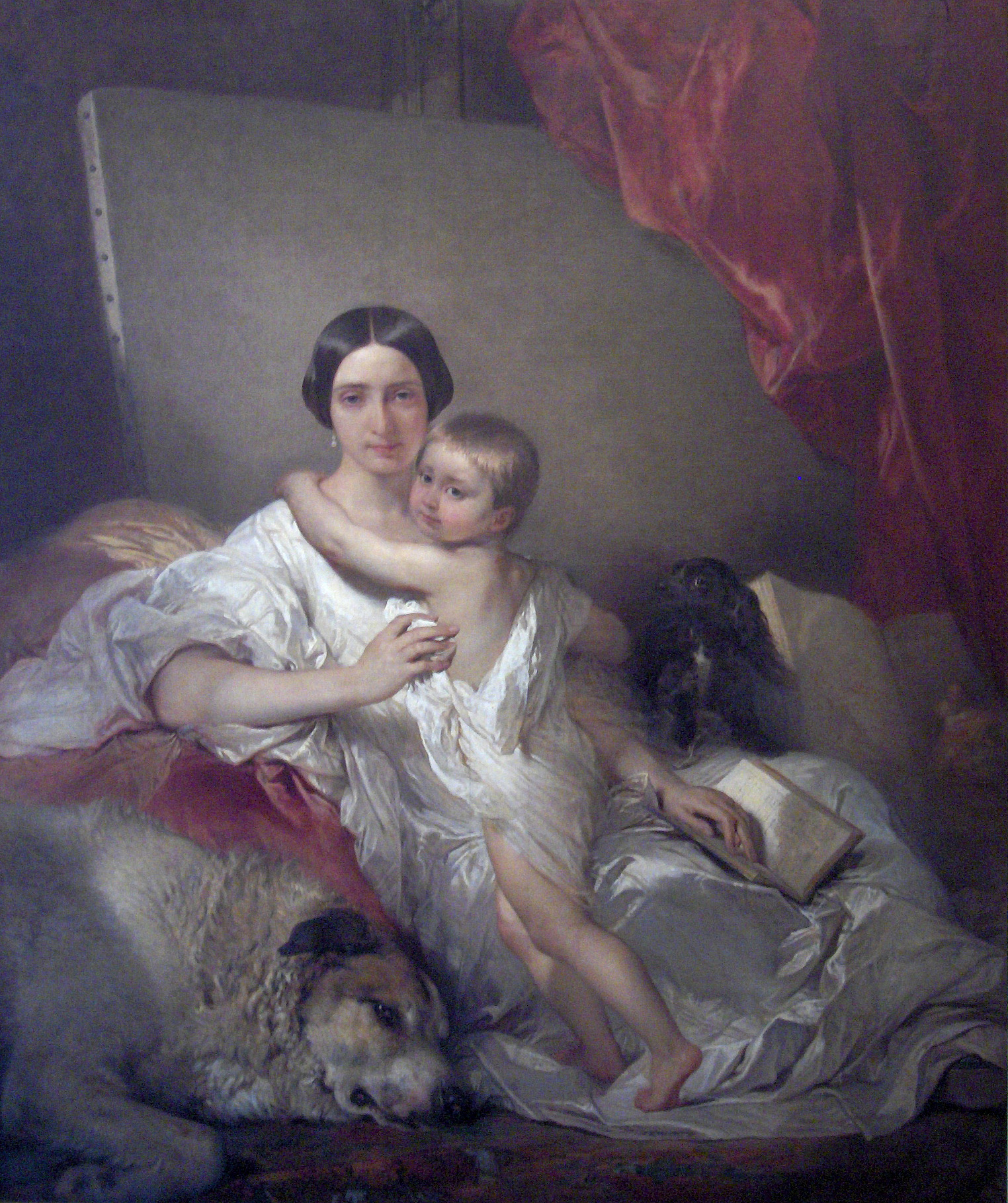
妻と息子の肖像画(1848) ベルギー王立美術館 蔵
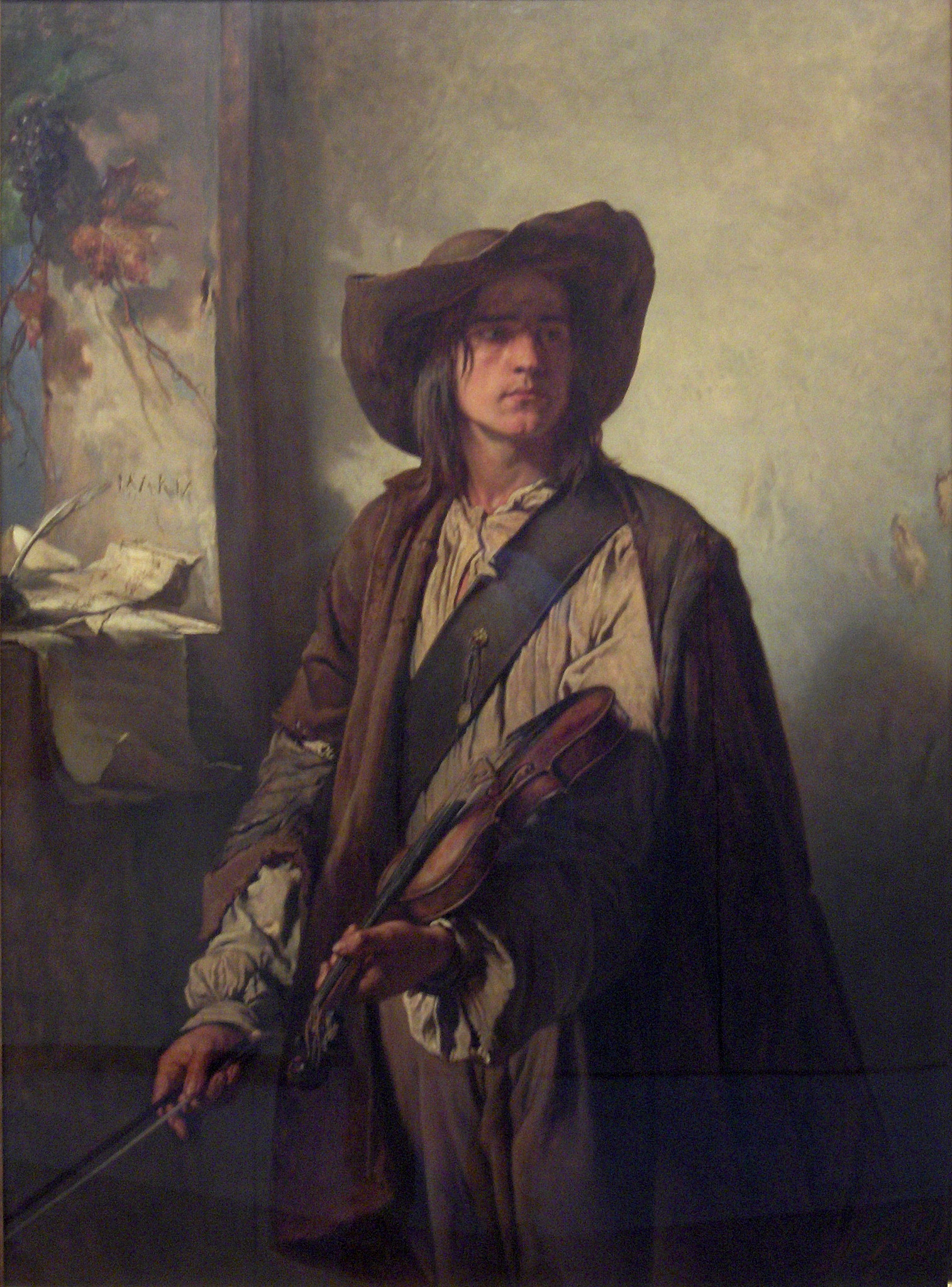
Art and Liberty(1849) ベルギー王立美術館 蔵
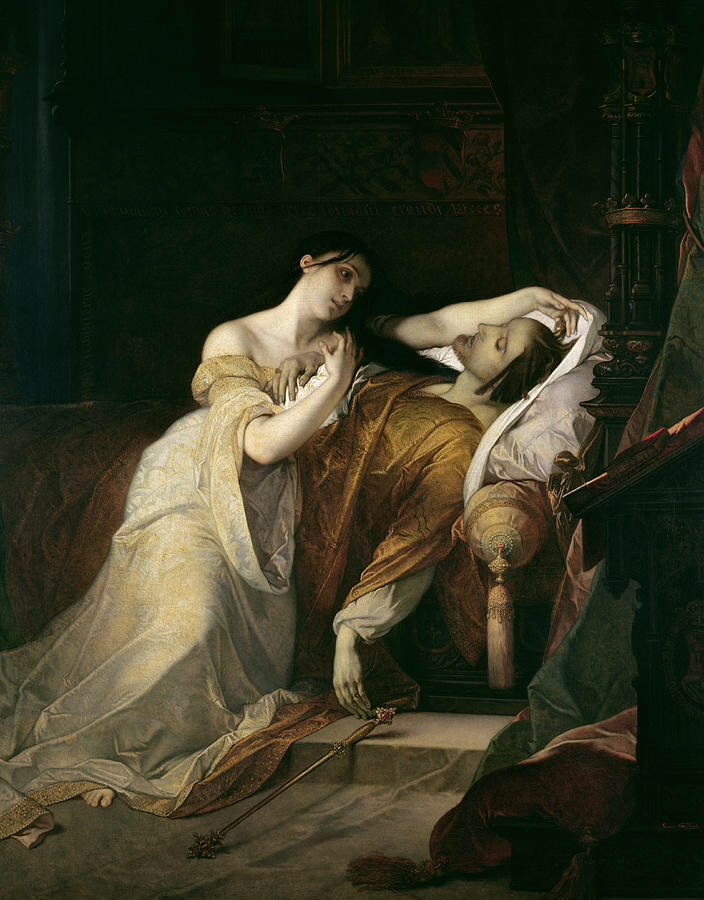
フアナ (カスティーリャ女王) (c.1850) ベルギー王立美術館 蔵
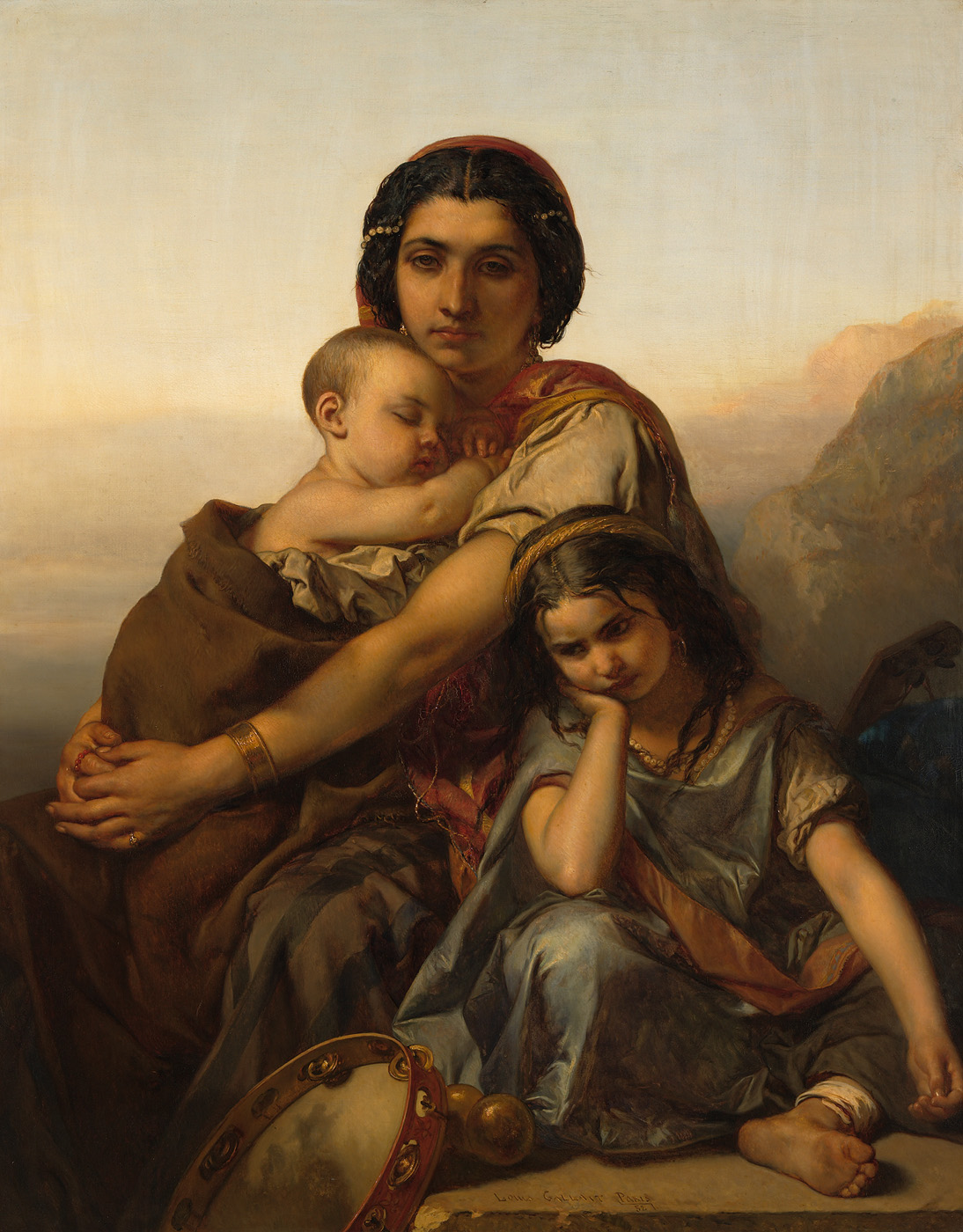
2人の子供を抱くジプシー女(1852)